# Ngày Quốc gia Dân tộc ký, Dân tộc học và Nhân chủng học Văn hóa Ba Lan
Ngày Quốc gia Dân tộc ký, Dân tộc học và Nhân chủng học Văn hóa Ba Lan (tiếng Ba Lan: Ogólnopolski Dzień Etnografii, Etnologii i Antropologii Kulturowej) là một ngày lễ được tổ chức vào ngày 9 tháng 2 để kỷ niệm ngày thành lập Hội Dân tộc học năm 1895 tại Lviv. Ngày lễ được thành lập theo nghị quyết của Hội đồng Hội dân tộc học Ba Lan vào ngày 26 tháng 10 năm 2019.

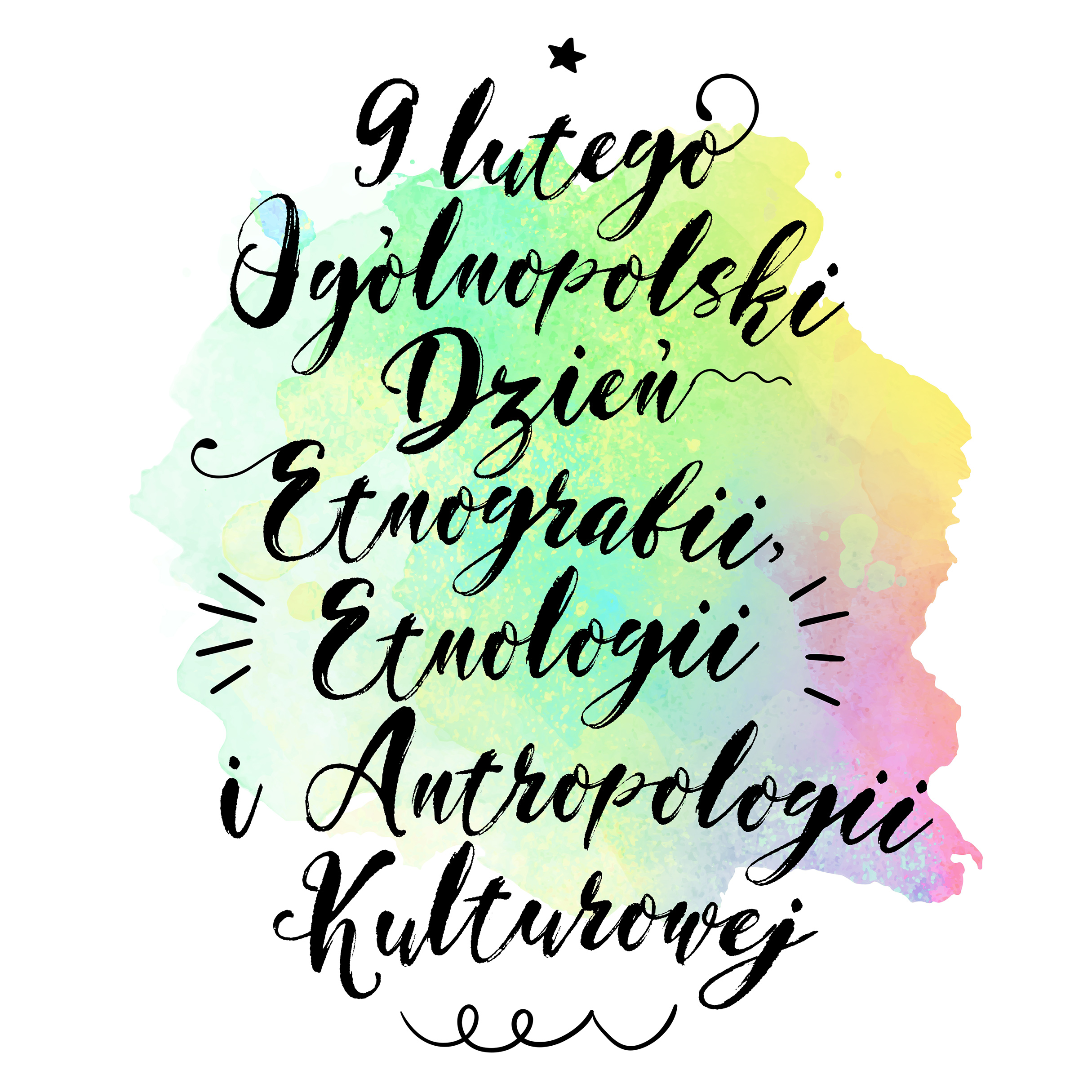
9 tháng 2 - Ngày Quốc gia Dân tộc ký, Dân tộc học và Nhân chủng học Văn hóa

## Hoàn cảnh
Vào ngày 1 tháng 10 năm 2018, quy định của Bộ Khoa học và Giáo dục Đại học về cách phân loại mới các ngành khoa học có hiệu lực được ban hành. Dân tộc học được xếp vào các ngành khoa học về văn hóa và tôn giáo.
Ủy ban Khoa học Dân tộc học của Viện Hàn lâm Khoa học Ba Lan và Hội Văn hóa Dân gian Ba Lan, cũng như các nhà khoa học liên kết với các trung tâm dân tộc học Ba Lan phản đối quy định tách dân tộc học như một môn khoa học độc lập.

## Mục tiêu
- Nâng cao kiến thức cộng đồng về dân tộc ký, dân tộc học và nhân chủng học văn hóa,
- Thực hiện các hoạt động tích hợp nhằm tiếp tục và phổ biến những thành tựu của dân tộc ký, dân tộc học và nhân chủng học văn hóa,
- Có một tầm nhìn cụ thể về các chủ trương dân tộc ký, dân tộc học và nhân học trong không gian học thuật và trong phạm vi công cộng.[6]

## Hành động
- Thông tin trên các phương tiện truyền thông về dân tộc ký, dân tộc học và nhân học văn hóa[7]
- Tổ chức các cuộc họp khoa học và văn hóa (bài giảng, thuyết trình, chiếu phim)

## Ngày lễ tương tự
- Ngày Nhân chủng học tổ chức vào thứ Năm hàng tuần vào tháng Hai, được thành lập bởi Hiệp hội Nhân chủng học Hoa Kỳ.[8]